# Таун-н-Кантри (Флорида)
Таун-н-Кантри (англ. ) — статистически обособленная местность, расположенная в округе Хилсборо (штат Флорида, США) с населением в 72 523 человека по статистическим данным переписи 2000 года.

## География
По данным Бюро переписи населения США статистически обособленная местность Таун-н-Кантри имеет общую площадь в 63,2 квадратных километров, из которых 61,38 кв. километров занимает земля и 1,81 кв. километров — вода. Площадь водных ресурсов округа составляет 2,86 % от всей его площади.
Статистически обособленная местность Таун-н-Кантри расположена на высоте 1 м над уровнем моря.

## Демография
По данным переписи населения 2000 года в Таун-н-Кантри проживало 72 523 человека, 18 707 семей, насчитывалось 28 870 домашних хозяйств и 30 720 жилых домов. Средняя плотность населения составляла около 1147,52 человека на один квадратный километр. Расовый состав населённого пункта распределился следующим образом: 50,48 % белых, 7,89 % — чёрных или афроамериканцев, 0,36 % — коренных американцев, 3,28 % — азиатов, 0,08 % — выходцев с тихоокеанских островов, 2,95 % — представителей смешанных рас, 6,96 % — других народностей. Испаноговорящие составили 28,97 % от всех жителей статистически обособленной местности.
Из 28870 домашних хозяйств в 30,6 % воспитывали детей в возрасте до 18 лет, 48,0 % представляли собой совместно проживающие супружеские пары, в 12,4 % семей женщины проживали без мужей, 35,2 % не имели семей. 26,4 % от общего числа семей на момент переписи жили самостоятельно, при этом 6,5 % составили одинокие пожилые люди в возрасте 65 лет и старше. Средний размер домашнего хозяйства составил 2,50 человек, а средний размер семьи — 3,06 человек.
Население статистически обособленной местности по возрастному диапазону по данным переписи 2000 года распределилось следующим образом: 24,0 % — жители младше 18 лет, 8,7 % — между 18 и 24 годами, 34,7 % — от 25 до 44 лет, 22,5 % — от 45 до 64 лет и 10,2 % — в возрасте 65 лет и старше. Средний возраст жителей составил 35 лет. На каждые 100 женщин в Таун-н-Кантри приходилось 95,0 мужчин, при этом на каждые сто женщин 18 лет и старше приходилось 91,9 мужчин также старше 18 лет.
Средний доход на одно домашнее хозяйство статистически обособленной местности составил 42 415 долларов США, а средний доход на одну семью — 49 054 доллара. При этом мужчины имели средний доход в 32 489 долларов США в год против 26 946 долларов среднегодового дохода у женщин. Доход на душу населения статистически обособленной местности составил 42 415 долларов в год. 6,2 % от всего числа семей в населённом пункте и 8,6 % от всей численности населения находилось на момент переписи населения за чертой бедности, при этом 10,3 % из них были моложе 18 лет и 7,7 % — в возрасте 65 лет и старше.